# Themar
Themar – miasto w Niemczech, w kraju związkowym Turyngia, w powiecie Hildburghausen, siedziba wspólnoty administracyjnej Feldstein. Do 31 grudnia 2018 miasto nie należało do wspólnoty, dopiero dzień później zostało do niej przyłączone. Liczy 2851 mieszkańców (31 grudnia 2018).

## Współpraca
Miejscowość partnerska:
- Gerbrunn, Bawaria